# Arundinaria graminea
Arundinaria graminea là một loài thực vật có hoa trong họ Hòa thảo. Loài này được (Bean) Makino mô tả khoa học đầu tiên năm 1912.